# Holy Cross Cemetery (Thornhill)
Holy Cross Catholic Cemetery è un cimitero di Thornhill, nell'Ontario.
Venne creato nel 1954 dall'arcidiocesi di Toronto

## Sepolture
- Philip Francis Pocock, arcivescovo di Toronto (1971-1978)
- Gerald Emmett Carter, arcivescovo di Toronto (1978-1990)
- Aloysius Matthew Ambrozic, arcivescovo di Toronto (1990-2007)
- Marshall McLuhan
- Jack Tunney
- Carl Brewer
- Charles Sauriol
- Milt Dunnell
- Emanuel Jaques
- Domenic Racco, membero di Siderno Group